# Fläderlundlav
Fläderlundlav (Bacidia friesiana) är en lavart som först beskrevs av Hepp, och fick sitt nu gällande namn av Körb. Fläderlundlav ingår i släktet Bacidia och familjen Ramalinaceae.  Arten är reproducerande i Sverige. Inga underarter finns listade i Catalogue of Life.